# Julia (Cæsars datter)
Julia (ca. 76 f.Kr. – august 54 f.Kr.) var datter af den romerske diktator Julius Cæsar og hans første eller anden hustru Cornelia, og hans eneste barn født i hans ægteskaber. Julia var Pompejus' fjerde hustru og var berømt for sin skønhed og dyd.

## Liv
Julia blev muligvis født omkring 76 f.Kr. Hendes mor døde i 69 f.Kr. hvorefter hun blev opdraget af sin bedstemor Aurelia Cotta. Hendes far forlovede hende med en vis Servilius Caepio. Der har været en formodning om, at han kunne have været Marcus Junius Brutus (Cæsars mest berømte morder), som efter at være blevet adopteret af sin onkel var kendt som Quintus Servilius Caepio Brutus i en ukendt periode. Dette er dog kun formodninger. Cæsar afbrød denne forlovelse og fik hende i april 59 f.Kr. gift med Pompejus, som Cæsar søgte at knytte en stærk politisk alliance til ved at danne det første triumvirat. Denne familiære alliance med dens to store ledere blev betragtet som det stærkeste bånd mellem Cæsar og Pompejus, og blev derfor betragtet med stor bekymring af optimaterne (det oligarkiske parti i Rom), især af Marcus Tullius Cicero og Cato den Yngre.
Pompejus var angiveligt forelsket i sin brud. Julias personlige charme var bemærkelsesværdig: Hun var en venlig kvinde med skønhed og dyd, og skønt politik havde foranlediget hendes ægteskab, og hun var tredive år yngre end sin ægtemand, havde hun i Pompejus en hengiven ægtemand, som hun til gengæld efter sigende var knyttet til. Et rygte antydede, at den midaldrende hærleder var ved at miste interessen for politik til fordel for hjemmelivet med sin unge hustru. Faktisk var Pompejus blevet tildelt guvernørposten i Hispania Ulterior, men havde fået tilladelse til at blive i Rom for at føre tilsyn med den romerske kornforsyning som kurator annonae, idet han udøvede sin ledelse gennem underordnede.
Julia døde, før bruddet mellem hendes mand og far var blevet uundgåeligt. Plutarch beretter, at ved valget af aediler i 55 f.Kr., var Pompejus blevet omringet af en oprørsk pøbel, og hans kappe var blevet plettet med blod fra nogle af oprørerne. En slave bar den blodplettede toga hen til hans hus. Da Julia så den og af skræk troede at hendes mand var blevet dræbt, gik hun i for tidlig fødsel og aborterede barnet. Som følge af den for tidlige fødsel led hendes helbred uopretteligt skade. I august det næste år, 54 f.Kr., døde hun i barselsseng, og hendes spædbarn, en søn, ifølge nogle historikere, en datter, ifølge andre, overlevede ikke og døde sammen med Julia.
Cæsar var ifølge Seneca i Britannien, da han modtog nyheden om Julias død.
Pompejus ønskede, at hendes aske skulle stilles til hvile i hans yndlingsvilla i  Albanerbjergene, men det romerske folk, der havde elsket Julia, besluttede, at den skulle stilles til hvile på Mars-marken (Campus Martius). For at få tilladelse var et særligt dekret fra senatet nødvendigt, og Lucius Domitius Ahenobarbus, en af konsulerne i 54 f.Kr., drevet af sit had til Pompejus og Cæsar, fremskaffede et interdikt fra tribunerne. Men folkets vilje sejrede, og efter at have lyttet til en begravelsestale i forummet, placerede folk hendes urne på Mars-marken. Ti år senere blev det officielle bål for Cæsars ligbrænding rejst nær hans datters grav, men folket greb ind efter Marcus Antonius' begravelsestale og kremerede Cæsars lig i Forum.
Efter Julias død begyndte Pompejus og Cæsars alliance at svækkes, hvilket førte til Cæsars borgerkrig. Det blev angiveligt bemærket, som et særligt varsel, at den dag, Augustus gjorde sit indtog i Rom som Cæsars adoptivsøn (i maj 44 f.Kr.), blev Julias monument ramt af lynet. Cæsar lovede selv at udføre en ceremoni til hendes ånder, hvilket han gjorde i 46 f.Kr. med omfattende begravelseslege, herunder gladiatorkampe. Datoen for ceremonien blev valgt så den faldt sammen med ludi Veneris Genetricis den 26. september, festivalen til ære for Venus Genetrix, Julia-slægtens guddommelige stammoder.

## Kulturelle skildringer
I Pharsalia af den romerske digter Lucanus viser Julias spøgelse sig for Pompejus og giver hans nye ægteskab med Cornelia Metella skylden for borgerkrigens udbrud. Den italienske renæssancedigter Carlo Marsuppini skrev en lovtale om Piccarda Bueri, hvori han sammenlignede hende med Julia. Han nævner hende som et eksempel på stor ægteskabelig hengivenhed.
I Dante Alighieris episke digt Den guddommelige komedie (1300-tallet) møder Dante Julia i helvedes første cirkel, limboen (hvor sjæle hviler, som ikke lider under tortur, hedninger, der levede retfærdige eksistenser).

### Primære kilder
- Livius, Ab Urbe Condita.
- Tacitus, Annalerne.
- Appian, Borgerkrigene.
- Cicero
  - Breve til Atticus.
  - Oration til Publius Quinctius.
- Plutarch, Vitae parallelae
  - Cæsars liv.
  - Pompejus' liv.
  - Cato den Yngres liv.
- Marcus Annaeus Lucanus, Pharsalia
- Sveton, Om Cæsarernes liv.
- Seneca, Ad Marciam, De consolatione.
- Augustin af Hippo, Om Guds stad.
- Valerius Maximus, Factorum et dictorum memorabilium libri iv.6.4

### Sekundære kilder
- Denne indførsel indeholder tekst i det offentlige domæne oprindeligt fra:
  - William Smith (ed.), Dictionary of Greek and Roman Biography and Mythology, 1870.
  - William Smith (ed.), A New Classical Dictionary of Greek and Roman Biography, Mythology and Geography, 1851.
- Dante Alighieri, The Divine Comedy, translated by Henry Wadsworth Longfellow, Boston: Ticknor & Fields, 1867.
- Billows, Richard A. (2008). Julius Caesar: The Colossus of Rome. Abingdon: Routledge.
- Thomas Robert Shannon Broughton, Magistrates of the Roman Republic, vol. 2, 132, New York, (1951–1986).
- Matthias Gelzer, Caesar, Politician and Statesman, (translated by Peter Needham), Oxford, 1968.
- Haley, Shelley (1985). "The Five Wives of Pompey the Great". Greece and Rome. 32 (1): 49-59. doi:10.1017/S0017383500030138. JSTOR 642299. S2CID 154822339.
- Pernis, Maria Grazia; Adams, Laurie (2006). Lucrezia Tornabuoni de' Medici and the Medici family in the fifteenth century. Peter Lang Publishing, Inc, New York.
- John T. Ramsey, A. Lewis Licht, Comet of 44 B.C. and Caesar's Funeral Games, Oxford University Press US, 1997.